# 종복합체

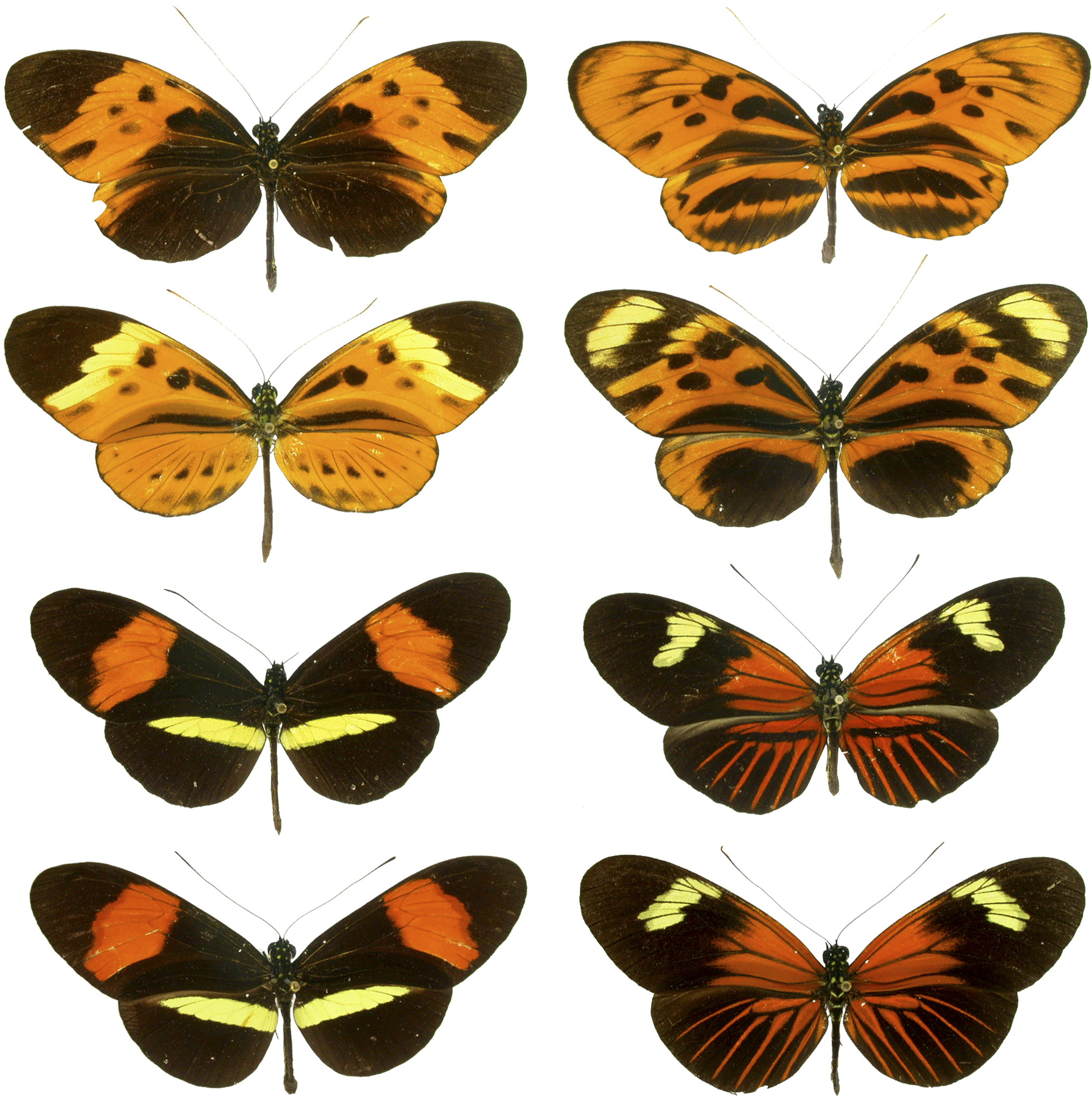
Heliconius속 나비의 종복합체. 모두 같은 속에 속하는 다른 나비들로, 어떤 것들은 한눈으로는 분간하기가 매우 어렵다.

종복합체(種複合體, 영어: Species complex)는 유전적으로 연관이 깊거나 같은 분류군에 속하며, 너무 비슷하게 생겨서 육안으로는 구분하기가 힘든 종 2개 이상의 집합을 의미한다.

## 같이 보기
- 아종